# Finsterhennen
Finsterhennen (en francés Grasse Poule) es una comuna suiza del cantón de Berna, situada en el distrito administrativo del Seeland. Limita al norte con las comunas de Brüttelen y Lüscherz, al este con Siselen, al sur Kallnach, y al oeste con Treiten.
Hasta el 31 de diciembre de 2009 situada en el distrito de Erlach.